# بخش سنت جوزف (شهرستان ویلیامز، اوهایو)
بخش سنت جوزف (به انگلیسی: St. Joseph Township) یک منطقهٔ مسکونی در ایالات متحده آمریکا است که در شهرستان ویلیامز، اوهایو واقع شده‌است.
 بخش سنت جوزف ۹۱٫۰ کیلومتر مربع مساحت و ۲٬۹۵۸ نفر جمعیت دارد و ۲۵۴ متر بالاتر از سطح دریا واقع شده‌ است.